# Phelikia
Phelikia – im Lateinischen Felicia; (altgriechisch Φηλικία) – ist ein Ortsname, der in der Geographia des Claudius Ptolemaios als einer der in der südlichen Germania magna entlang der Donau liegenden Orte (πόλεις) mit 39° 00′ Länge (ptolemäische Längengrade) und 48° 30′ Breite angegeben wird. Phelikia liegt damit nach Ptolemaios zwischen Mediolanion und Ebourodounon. Wegen des Alters der Quelle kann eine Existenz des Ortes um 150 nach Christus angenommen werden.
Bislang konnte der Ort nicht sicher lokalisiert werden. Ein interdisziplinäres Forscherteam um Andreas Kleineberg, das die Angaben von Ptolemaios neu untersuchte, lokalisiert zurzeit Phelikia anhand der transformierten antiken Koordinaten beim heutigen Vyškov (Wischau) oder Dobročkovice im Jihomoravský kraj (Südmährische Region) in Tschechien. Die Stadt Vyškov liegt am Fuß des Drahaner Berglandes am Fluss Haná, der über die Morava (March) – den größten Fluss Mährens – in die Donau mündet.